# Constituția Danemarcei
Constituția Danemarcei este legea supremă a Danemarcei (vezi Danemarca ).

## Structură
Constituția Danemarcei este alcătuită din 89 de articole (secțiuni), grupate în 11 părți. 

## Istoric
Prima constituție datează din 1665, '“Legea Regelui”' , fiind una din primele constituții europene. Alte constituții datează din: 1849, 1855, 1863, 1953  și sunt inspirate de constituțiile Belgiei și Norvegiei . Revizuirea constituției din 1953 instituie un parlament unicameral și permite accesul la tron și pentru femei . Groenlanda și Insulele Faroe sunt comunități distincte, care se auto-guvernează, în cadrul Regatului Danemarcei.

## Sumar
Danemarca este o monarhie constituțională . Puterea legislativă aparține monarhului (care este și conducătorul statului ), și Parlamentului (Folketing), alcătuit din 179 membri . Puterea executivă este exercitată de monarh prin intermediul miniștrilor, conduși de un Prim Ministru . În sistemul juridic danez, nu există curți constituționale; toate curțile se pot pronunța asupra constituționalității legilor 

## Revizuirea Constituției
Revizuirea Constituției pornește de la propunerea Parlamentului, cu acceptul Guvernului, fiind supusă votului Electoratului .

## Galerie

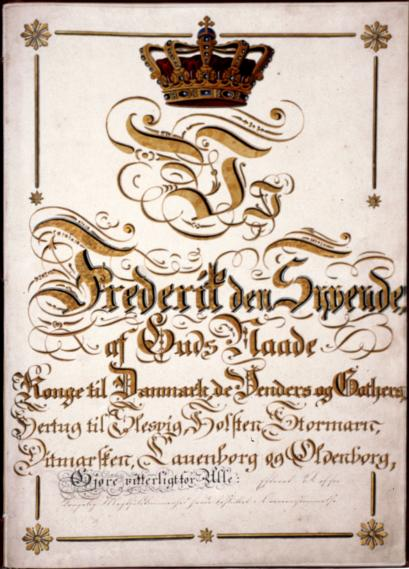
Constituţia din 1849
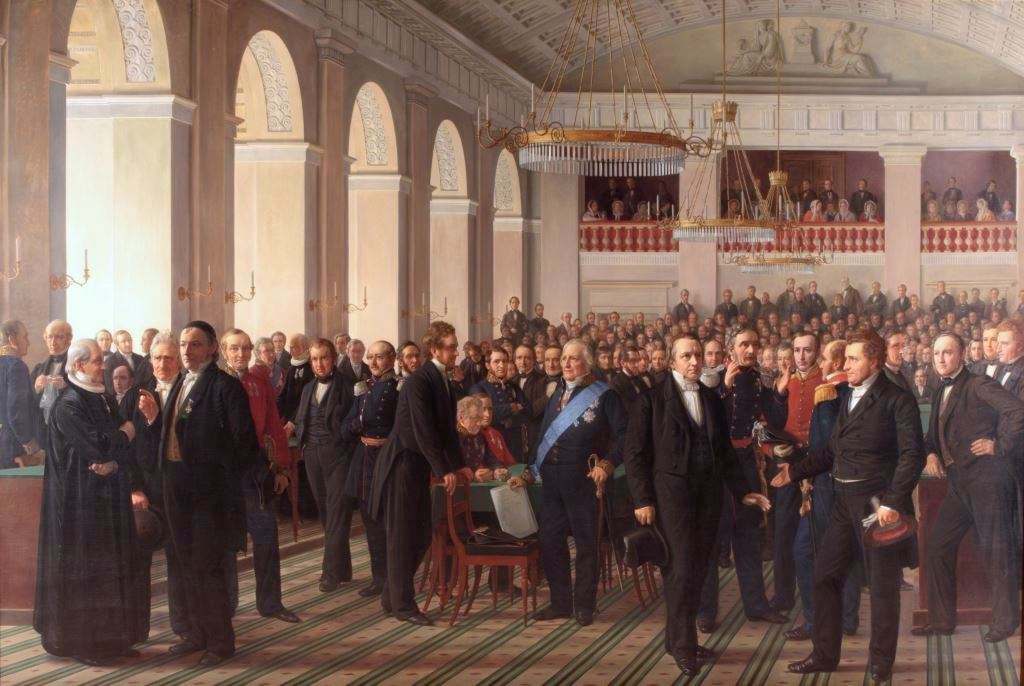
Adunarea Naţională Constutuantă (pictură de Constantin Hansen - Frederiksborg Catsle, Hillerød)